# Modestine Castanou
Modestine Castanou est une pasteure, conférencière et autrice française. Elle est connue pour son rôle de co-dirigeante de l’église évangélique Impact centre chrétien (Ivry-sur-Seine), fondée en 2002, aux côtés de son mari, Yvan Castanou. Elle est responsable du ministère des Femmes d’Impact et du département des ressources humaines au sein de l'organisation.

## Biographie
Modestine Castanou est née au Congo-Brazzaville dans une famille catholique pratiquante. Sa grand-mère a joué un rôle central dans son éducation religieuse, l’emmenant régulièrement à la messe et veillant à ce qu’elle reçoive les sacrements, notamment le baptême et la première communion. À l’âge de 18 ans, en 1988, elle a fait le choix de suivre la foi chrétienne au sein d’une Église évangélique de réveil.
Elle est diplômée d’un master 2 en psychologie clinique de l’université de Toulouse, d’un master 2 en gestion des ressources humaines de l’École supérieure de gestion (ESG Paris).
Elle épouse Yvan Castanou. Celui-ci devient par la suite le fondateur et pasteur principal de l’église Impact centre chrétien (ICC). Ensemble, ils ont contribué de manière significative au développement de cette communauté depuis sa création en 2002. Basée en France, l’église ICC est devenue une méga-église avec plus de 100 implantations à travers plusieurs continents et plus de 43 000 participants hebdomadaires,,.
Modestine Castanou joue un rôle de premier plan dans l’accompagnement spirituel des femmes au sein de l’église ICC, et intervient régulièrement lors de conférences et séminaires,. Son action se concentre sur l’autonomisation des femmes à travers les enseignements chrétiens et la formation au leadership.

### Publication
- Vous avez droit à une nouvelle vie, auto-édition, 2021. Ouvrage de développement personnel et spirituel axé sur la transformation par la foi chrétienne.